# Simon Philip Goudsmit

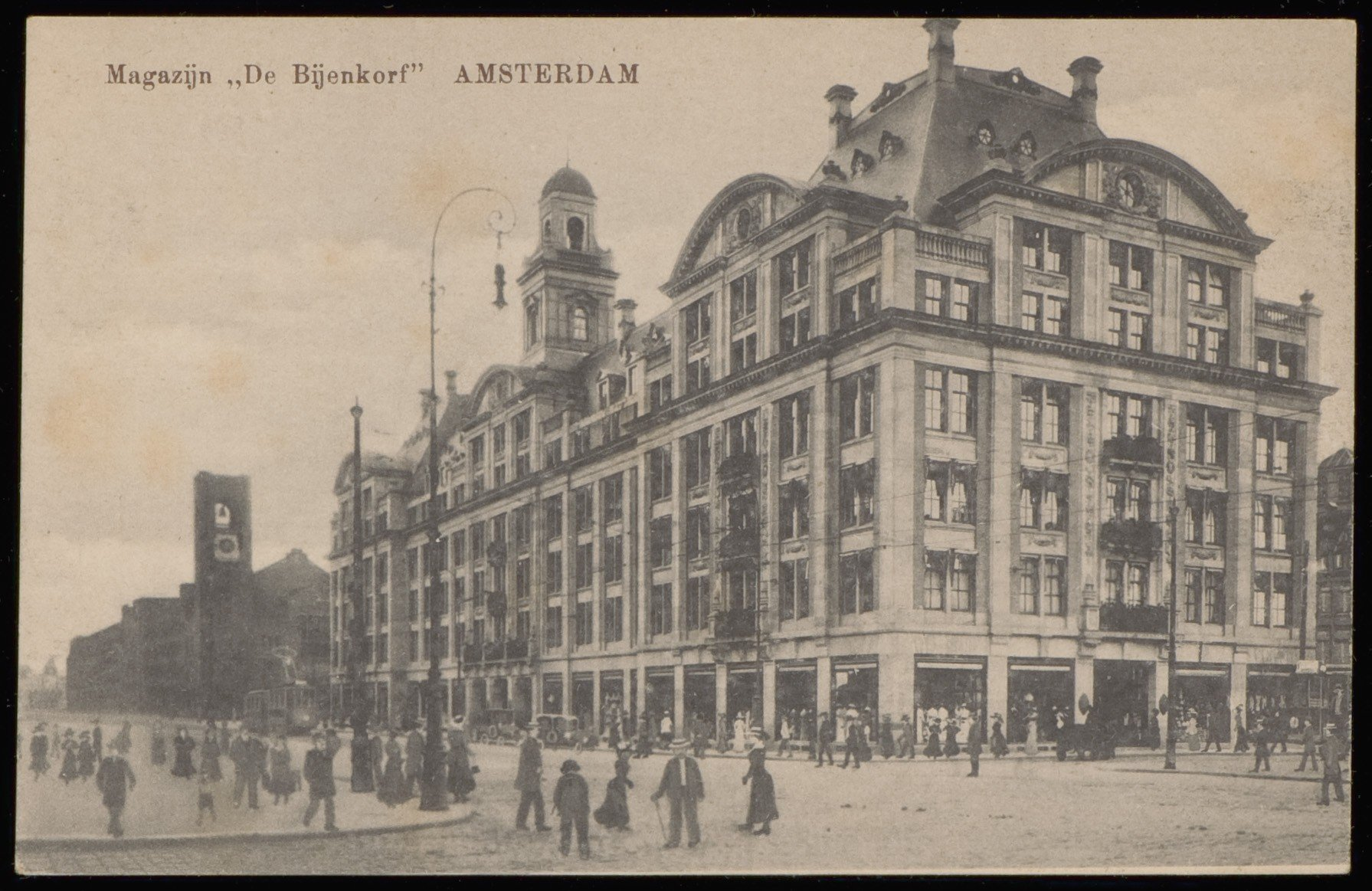
De Bijenkorf in Amsterdam (circa 1915)

Simon Philip Goudsmit (Oud-Beijerland, 9 november 1844 – Amsterdam, 28 mei 1889) was een Nederlandse ondernemer en commissionair in effecten. Met de eveneens Joods-Nederlandse koopman Abraham Salomon Polak ging hij in 1870 een vennootschap aan betreffende den handel in garen, band, sayet en hetgeen daartoe behoort. Ze dreven hun handel in panden aan de Sint-Anthoniesbreestraat en op de Nieuwendijk in Amsterdam.
In 1883 werd de vennootschap opgeheven en zette Goudsmit het bedrijf voort aan de Nieuwendijk 132 met het Magazijn de Bijenkorf. Hij woonde met zijn vrouw, vier dochters en een zoon boven de winkel. Aanvankelijk werd er alleen garen en band verkocht maar geleidelijk werd het assortiment groter. Het was een eenvoudige winkel met vier man personeel. Na de dood van Simon Goudsmit in 1889, hij overleed aan een ernstige ziekte, bouwde de weduwe Goudsmit de zaak verder uit met een neef van de familie, Arthur Isaac. Ook haar zoon Alfred (1886-1973) kwam toen hij oud genoeg was in de zaak. Hij en Arthur Isaac gingen een steeds groter assortiment voeren en vergrootten de zaak door de aankoop van een aantal naastliggende panden. In 1909 werd besloten de losse panden door nieuwbouw te vervangen. Dit gebouw van architect van Straten werd in de herfst van 1914 geopend.
In 1909 werd op het braakliggende terrein van de vroegere Beurs van Zocher aan het Damrak een houten noodgebouw betrokken waar de zaken zich gunstig ontwikkelden. Men besloot ernaast een nieuw gebouw neer te zetten. Verschillende malen werd het pand later ingrijpend uitgebreid en verbouwd.